# 레르켄달 스타디온
레르켄달 스타디온(노르웨이어: Lerkendal Stadion)은 노르웨이 트론헤임에 위치한 경기장으로 로센보르그 BK의 홈 구장으로 사용되고 있다. 수용 인원은 21,166명이며 노르웨이에서 두 번째로 큰 축구 경기장이다.
1947년 8월 10일 다목적 경기장으로 개장했으며 1962년에는 지붕이, 1968년에는 조명 시설이 추가로 설치되었다. 2000년부터 2002년까지 진행된 보수 공사를 통해 축구 전용 경기장으로 전환했다. 2016년 UEFA 슈퍼컵 경기장으로 선정되었다.